# Mysore
Mysore là một thành phố và là nơi đặt hội đồng thành phố (municipal corporation) của quận Mysore thuộc bang Karnataka, Ấn Độ.

## Địa lý

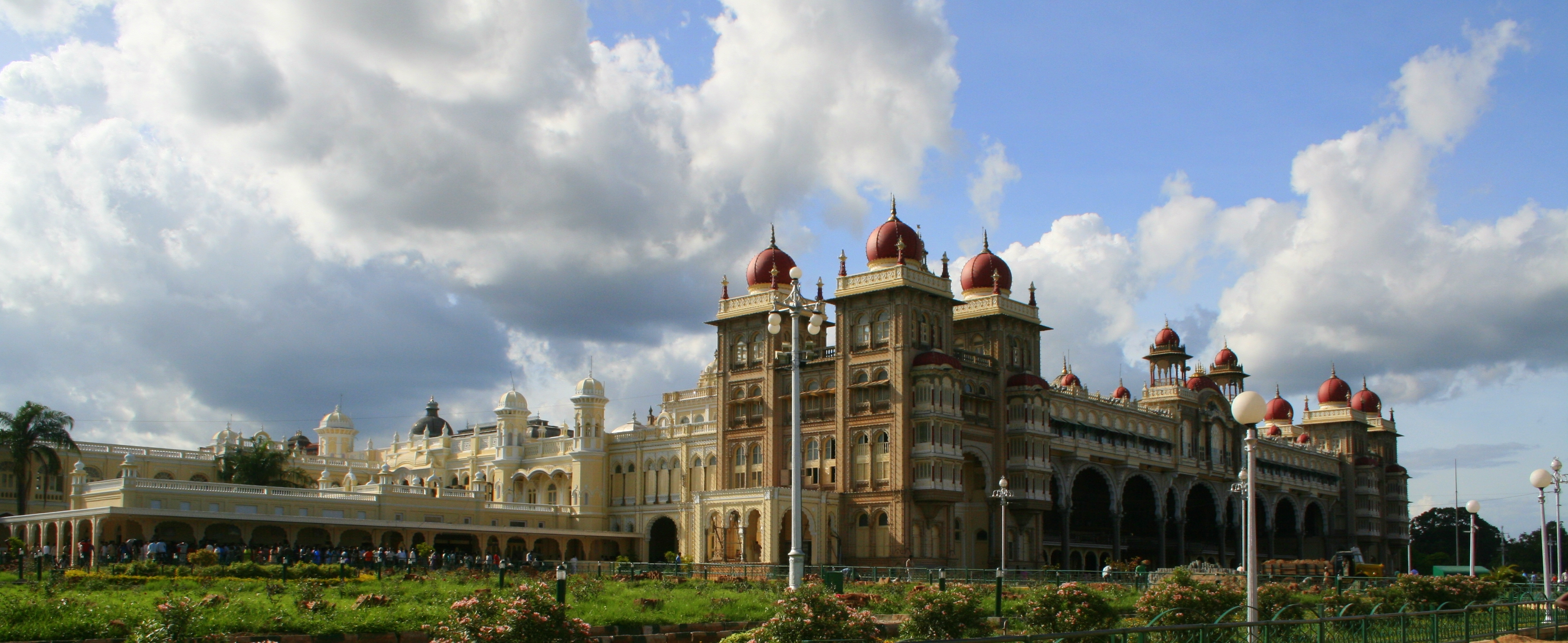
Mysore Palace

Mysore có vị trí 12°19′B 76°39′Đ / 12,31°B 76,65°Đ Nó có độ cao trung bình là 740 mét (2427 feet).

## Nhân khẩu
Theo điều tra dân số năm 2001 của Ấn Độ, Mysore có dân số 742.261 người. Phái nam chiếm 51% tổng số dân và phái nữ chiếm 49%. Mysore có tỷ lệ 76% biết đọc biết viết, cao hơn tỷ lệ trung bình toàn quốc là 59,5%: tỷ lệ cho phái nam là 80%, và tỷ lệ cho phái nữ là 71%. Tại Mysore, 10% dân số nhỏ hơn 6 tuổi.